# Economisch programma van Mechelen
Het economisch programma van Mechelen is het programma dat het congres van de Vlaamse groene partij Agalev op 4-5 mei 1985 in Mechelen goedkeurde.
Het was een poging een groene economie uit te denken die niet bleef hangen bij liberale, in economisch opzicht dus ”rechtse” schema’s of bij socialistische, in economisch opzicht ”linkse” schema’s.
Het uitgangspunt in die tijd was het rapport van de Club van Rome, die op middellange termijn grote problemen voorspeld had met de energievoorziening en de beheersing van afvalstoffen en grondstoffen.
In de economische theorie werd vooral inspiratie gezocht bij auteurs die alternatieven of tussenwegen zochten tussen het communisme van de Russen en het kapitalisme van de Amerikanen. Zonder dat het uitdrukkelijk gezegd was, hoorden daar bij:
- Charles Fourier met de idee van coöperatieve ondernemingen
- Silvio Gesell met de idee dat een geldmechanisme-met-intrest een ongewenste groeidwang uitoefent
- Arthur Cecil Pigou met de idee dat het prijsmechanisme moet bijgesteld worden wegens het bestaan van externe effecten
- Jan Tinbergen met de idee dat ideologie er niet veel toe doet en dat alle economische systemen uiteindelijk dezelfde vereisten vertonen
- E.J. Mishan met de idee dat het nationaal inkomen geen goede meter van de echte welvaart is
- E.F. Schumacher met Small is beautiful (in het Nederlands: Hou het klein) en de idee dat wat dan toch niet kleinschalig kan, onder sterke gemeenschapscontrole moet staan
- Philippe van Parijs met de idee van een basisinkomen.

Het programma gaf daarmee ook een antwoord op Milton Friedman, de econoom die in die jaren het beleid in de Verenigde Staten (reaganomics) en Groot-Brittannië (thatcherisme) inspireerde.  De partij erkende dat de verzorgingsstaat en de belastingdruk niet konden blijven doorgroeien, zoals bijvoorbeeld in Zweden gebeurd was. Maar als de rechtse economen enkel een 'ontvetting van de staat' voor ogen hadden, dan kon men ook wel denken aan een 'terugdringen van de markt' uit een aantal domeinen (het tegenovergestelde van commercialisering).  Om deze negatieve groei denkbaar te maken, moest het programma ook een bijzondere aandacht wijden aan de uit de hand gelopen overheidsschuld.  Als de groei niet gestimuleerd werd, tenminste niet in de ecologisch belastende sectoren, dan kon de schuld zeker niet meer uitsluitend met stijgende belastingontvangsten worden opgelost.  Een herschikking van de schulden, - dit is hetzelfde als een herverdeling van de vermogens -, zou moeten nagestreefd worden met meer aandacht voor een herverdelend erfrecht en met een monetair beleid van lage (negatieve) intresten en eventueel kwijtschelding of inkorting.
Het congresdocument Op Mensenmaat en de daaruit afgeleide resoluties bevatten drie delen

## Een milieuvriendelijke economie
In dit deel werden de tot dan al bekende groene standpunten per sector besproken: energie, verkeer en vervoer, productpolitiek, stadsvernieuwing, reconversie van de wapenindustrie, wetenschap en technologie, landbouw en milieu.

## Uitbreiding van de autonomie
In dit deel werd geprobeerd concreet een democratisch gedecentraliseerd economisch model uit te tekenen. Uitgangspunt was dat de grootschalige systemen, zowel de markt als de staat een te grote greep hebben op het leven van de mensen en dat een ontwikkeling “op mensenmaat” wenselijk is. Vooraan stond daarom het begrip “informele zelfvoorziening”: mensen moeten te gelegener tijd de kans krijgen om zowel uit die markt als uit die staat te stappen. Daarbij kan evengoed gedacht worden aan systemen van loopbaanonderbreking als aan het eigen (biologische) groentetuintje (beide kunnen overigens mooi samengaan). De door de markt en de staat georganiseerde economie moet gedemocratiseerd en gedecentraliseerd worden. De schumacheriaanse idee om de grootschalige banken en energiebedrijven onder sterkere controle van de gemeenschap te brengen, heeft de felste reactie uitgelokt: de groene meloentjes bleken rood van binnen te zijn.

## Herverdelen
Onder deze titel werd het financiële, fiscale en monetaire beleid uitgewerkt. Een globale hervorming van de sociale zekerheid en het belastingstelsel moest leiden tot meer vereenvoudiging, tot minder bureaucratie en tot meer rechtvaardigheid. Kernstuk was een soort vlaktaks van 50 pct., gecombineerd met een basisinkomen van 10.000 BEF per maand. Het groene monetaire programma was voor een stuk geïnspireerd op Gesell en Keynes: een rechtvaardiger wereldhandel en een monetair systeem dat verdere geldaccumulatie tegengaat, en dat dus alvast begint met de cumulatie van het verleden af te bouwen.